# Мурджешть (Горж)
Мурджешть, Мурджешті (рум. Murgești) — село у повіті Горж в Румунії. Адміністративно підпорядковане місту Турчень.
Село розташоване на відстані 218 км на захід від Бухареста, 36 км на південь від Тиргу-Жіу, 55 км на північний захід від Крайови.

## Населення
За даними перепису населення 2002 року у селі проживали 768 осіб, усі — румуни. Усі жителі села рідною мовою назвали румунську.